# Polystichum fallax
Polystichum fallax är en träjonväxtart som beskrevs av Tindale. Polystichum fallax ingår i släktet Polystichum och familjen Dryopteridaceae. Inga underarter finns listade.